# SN 2000fl
SN 2000fl – supernowa odkryta 18 listopada 2000 roku w galaktyce A234619-0631. W momencie odkrycia miała maksymalną jasność 19,80m.